# Sitobion raoi
Sitobion raoi är en insektsart. Sitobion raoi ingår i släktet Sitobion och familjen långrörsbladlöss. Inga underarter finns listade i Catalogue of Life.